# Guitar Hero: Rocks the 80s
Pour les articles homonymes, voir Guitar hero (homonymie).
Guitar Hero: Rocks the 80s est un jeu de rythme sorti en 2007 sur la PlayStation 2. C'est un semi-opus de la série Guitar Hero qui est paru entre Guitar Hero II et Guitar Hero III entièrement consacré aux années 1980 (titres, personnages, décors, etc.).

## Liste de lecture

### "L'entrée en Matière"
- (Bang Your Head) Metal Health - Quiet Riot
- We Got The Beat - The Go-Go's
- I Ran (So Far Away) - A Flock Of Seagulls
- Balls To The Wall - Accept
- Rappel : 18 And Life - Skid Row

### "Pros de l'Ampli"
- No One Like You - Scorpions
- Shakin' - Eddie Money
- Heat Of The Moment - Asia
- Radar Love - White Lion
- Rappel : Because It's Midnite - Limozeen

### "Pinceurs de Cordes"
- Holy Diver - Dio
- Turning Japanese - The Vapors
- Hold On Loosely - .38 Special
- The Warrior - Scandal
- Rappel : I Wanna Rock - Twisted Sister

### "Le Retour du Gratteur"
- What I Like About You - The Romantics
- Synchronicity II - The Police
- Ballroom Blitz - Krokus
- Only A Lad - Oingo Boingo
- Rappel : Round And Round - Ratt

### "Riffs Impitoyables"
- Ain't Nothin' But A Good Time - Poison
- Lonely Is The Night - Billy Squier
- Bathroom Wall - Faster Pussycat
- Los Angeles - X
- Rappel : Wrathchild - Iron Maiden

### "À Mort les Frettes"
- Electric Eye - Judas Priest
- Police Truck - Dead Kennedys
- Seventeen - Winger
- Caught In A Mosh - Anthrax
- Rappel : Play With Me - Extreme